# سید جعفر حجازی
سید جعفر حجازی سیاستمدار، مدرس دانشگاه و مدیر اجرایی ایرانی است، که هم‌اکنون به‌عنوان مدیرعامل و رئیس هیئت مدیره شرکت نفت و گاز پرشیا (وابسته به ستاد اجرایی فرمان امام) همچنین استادیار و عضو هیئت علمی دانشگاه چمران اهواز فعالیت می‌کند. وی در فاصله سالهای ۱۳۸۶ تا ۱۳۹۲ در دولت‌های نهم و دهم، برای مدت بیش از ۶ سال، استاندار خوزستان بود. 
حجازی دانش‌آموخته کارشناسی مهندسی معماری از دانشگاه مونتانا، کارشناسی ارشد مهندسی شهرسازی از دانشگاه تهران و دکترای عمران از دانشگاه نیوکاسل است. او که از فرماندهان سپاه بود فعالیت شغلی خود را از سازمان آب و برق خوزستان آغاز نمود. وی در فاصله سال‌های ۱۳۷۲ تا ۱۳۷۷ بعنوان معاون عمرانی استاندار خوزستان فعالیت می‌کرد و از ۱۳۸۴ تا ۱۳۸۶ مدیرعامل سازمان آب و برق خوزستان بود.